# Teodor Mărgineanu
Teodor Mărgineanu (Kásva, 1932. - Szamosújvár, 1957. június 26.) román nemzetiségű katonatiszt, aki az 1956-os magyar forradalom mintájára Romániában is megpróbált egy hasonló felkelést kirobbantani.

## Élete
Teodor Mărgineanu 1932-ben született a Görgényszentimre melletti Kásván. Nagyszebenben hároméves katonatiszti iskolát végzett, majd 1955-ben a 255. borgóprundi tüzérezredhez került.
Az 1956-os forradalom hatására Mărgineanu elhatározta, hogy felkelést robbant ki ezredében, amelyet kiterjeszt Kolozsvárra és környékére, majd egész Romániára, megbuktatva ezzel a kommunizmust.
Ennek érdekében Forradalmi Bizottságot hozott létre magyarországi mintára, melynek kezdetben 14 tagja volt, főleg sorkatonák és alacsony rangú tisztek, valamint egy Mariana Hodoș nevű 47 éves takarítónő, aki az összekötő szerepet látta el a hadsereg és a civilek között.
A szervezkedők követeléseket dolgoztak ki, amelyek sok tekintetben hasonlítottak a budapesti egyetemisták követeléseihez a forradalom alatt. Követelték a kötelező beszolgáltatások leállítását, valamint a szovjet csapatok kivonását Romániából. Konkrét akciótervet is kidolgoztak, amelynek értelmében először az ezred magasrendű tisztjeit kellett volna lefegyverezniük, majd a rendelkezésre álló fegyverekkel Szamosújvárra vonulniuk, ahol kiszabadították volna a politikai foglyokat, majd Kolozsvárra tovább vonulva fellázították volna az ottani lakosságot, valamint a környék falusi lakosságát, akik amúgy is elégedetlenek voltak a kötelező beszolgáltatások és a kollektivizálás miatt. Így megerősödve Bukarestbe vonultak volna, ahol megdöntötték volna a kormányt.
A Forradalmi Bizottság tagjai titokban esküt is tettek, melyben kötelezték magukat a cél érdekében a végsőkig tartó kiállásra. Az 1956. december 17-ről 18-ra virradó éjszakát jelölték ki a lázadás időpontjaként. Időközben a hadsereg hivatásos besúgói is működésbe léptek és beárulták Mărgineanut és társait a Securitaten, így a lázadás tervezett időpontján a Securitate nagy erőkkel megjelent a szervezkedők letartótatására. Mărgineanu azonban értesült erről és géppisztolyával együtt elmenekült, csak két nap múlva tudta a Securitate elfogni.
Ezt követően a nyilvánosság teljes kizárásával bíróság elé állították társaival együtt és elítélték őket; Mărgineanut halálra. Az ítéletet teljes titokban a Szamosújvár melletti erdőben hajtották végre tarkólövés által.

## Utóélete
Teodor Mărgineanu főhadnagyról kivégzése után hamarosan teljesen elfeledkeztek. Csak a rendszerváltás után, egy Varga Andrea nevű történész talált rá periratára, amikor a román kommunizmus elítéltjei után kutatott.
Annak ellenére, hogy Mărgineanu nem volt bűnös, a román hatóságok máig nem rehabilitálták. Sírhelye jelenleg is ismeretlen.
Az egyedüli emlékmű, amelyet tiszteletére emeltek, a szamosújvári börtön udvarán áll, ahol egy márványtáblára felírták az ott meghalt személyek nevét, többek között Mărgineanun kívül a később kivégzett Sass Kálmánét, dr. Hollós Istvánét és Szígyártó Domokosét is.